# St. Martin (Berlin-Kaulsdorf)
Die römisch-katholische Kirche St. Martin im Berliner Ortsteil Kaulsdorf des Bezirks Marzahn-Hellersdorf wurde von den Architekten Josef Bachem und Heinrich Horvatin geplant und 1929/1930 im Stil der Neuen Sachlichkeit realisiert. Sie steht unter Denkmalschutz und befindet sich in der Giesestraße 47.

## Baugeschichte
Die katholische Gemeinde gehörte seit 1906 zur damals errichteten Pfarrkuratie Friedrichsfelde/Karlshorst und wurde 1925 zur eigenständigen Kuratie der Ortsteile  Kaulsdorf/Mahlsdorf erhoben. Um ein eigenes Gotteshaus bauen zu können, wurden das Grundstück eines ehemaligen Ausflugslokals gekauft und Spendengelder eingeworben. 1928, als die Entwürfe des Architekturbüros Bachem/Horvatin vorlagen, erhielt die Kuratie den Namen des heiligen Martin.
Die Architekten entwarfen einen klaren ornamentloser Baukörper in Anlehnung an romanische Basiliken. Aus unverputzten Klinkersteinen entstand zwischen dem 7. Juli 1929 (Grundsteinlegung) und dem 3. August 1930 (Kirchweihe durch den ersten Bischof Berlins, Christian Schreiber) ein rechteckiges, 20 Meter langes Langhaus mit quergestelltem blockhaftem Turm, der von einem schmalen Fensterschlitz vertikal geteilt wird. Die vertikale Teilung der Mauer symbolisiert, wie der Heilige Martin seinen Mantel mit einem Bettler teilte. Vier Reihen runde Fenster neben dem Längsschlitz schmücken den Turmgiebel und lassen das Tageslicht in das Treppenhaus. Die obersten beiden Fenster sind die Schallöffnungen für das Geläut und mit besonderem Gitterschmuck versehen. Die vertikale Fensterreihe endet in einer vorkragenden Konsole, die das modern gestaltete bronzene Kreuz trägt.
Der Eingangsbereich ist podestartig ausgebildet und wird von zwei zylindrischen Rundbauten, die im Inneren Kapellen beherbergen, beidseitig begrenzt. An der Nordostseite des Langhauses wurden die Sakristei und das Pfarrhaus angebaut.
Im Zweiten Weltkrieg wurde der Pfarrsaal zerstört, das Kirchengebäude mit dem Pfarrhaus und dem Gebäude („St. Martinsheim“) stark beschädigt. Die Beschädigungen konnten beseitigt werden, der Pfarrsaal jedoch wurde enttrümmert. Im Jahr 1986 erhielt das Bauensemble einen neuen Pfarrsaal. Das St.-Martins-Heim diente bis circa 1990 als Altenheim.
Seit 2017 bildet die Gemeinde St. Martin einen Pastoralen Raum mit den Gemeinden Maria, Königin des Friedens (Berlin-Biesdorf), Verklärung des Herrn (Berlin-Marzahn), Zum Guten Hirten (Berlin-Friedrichsfelde) und St. Marien (Berlin-Karlshorst). Anfang 2022 wurde die Fusion dieser Gemeinden zu einer einzigen Pfarrei, der Großpfarrei St. Hildegard von Bingen Marzahn-Hellersdorf, durchgeführt.

## Zur äußeren Gestaltung
Das zur Bauzeit von üblichen Kirchenbauten stark abweichende Äußere des Gebäudekomplexes wurde in der Festschrift zur Kirchenweihe wie folgt „erklärt“:

„Nun steht unsere schöne, neue St. Martinskirche fertig da! […] St. Martin ist eine Kirche, die mit modernen Mitteln im neuzeitlichen Stil erbaut ist. Sie verleugnet aber nicht die Tradition, denn mit ihrer dreischiffigen Innen- und ihrer Außenform knüpft sie an die Basilika an. Bei den Beschauern löst sie manches Für und Wider aus – gewiß kein schlechtes Zeichen, denn wo Bewegung ist, ist Leben. Jeden, der von Mahlsdorf nach Kaulsdorf oder umgekehrt an ihr vorüber kommt, zieht sie in ihren Bann – unwillkürlich geht der Blick hinauf zur hohen, breit auslegenden Turmfassade. Wir stehen heute nicht mehr in mittelalterlicher Zeit himmelhochjauchzender Gotik, jener Zeit, in der die Religion ein und alles war. Wir sind heute in die Verteidigung gedrängt. St. Martin in Kaulsdorf erhebt sich wie ein gewaltiger Ritter:
Seine Füße – die Kapellenvorbauten – seine mächtigen Schultern – die breite Turmfassade – sein Haupt – das 7 Meter hohe Kreuz – sein Schwert – der mittlere Turmschlitz – der senkrecht die Fassade teilt. So reckt sich St. Martin an einer der Hauptverkehrsstraßen des Ortes empor und sagt der Umwelt: ‚Ich stehe hier gepanzert und gewappnet als Vertreter einer fast zweitausendjährigen, christlichen Kultur‘.“

## Das Kircheninnere

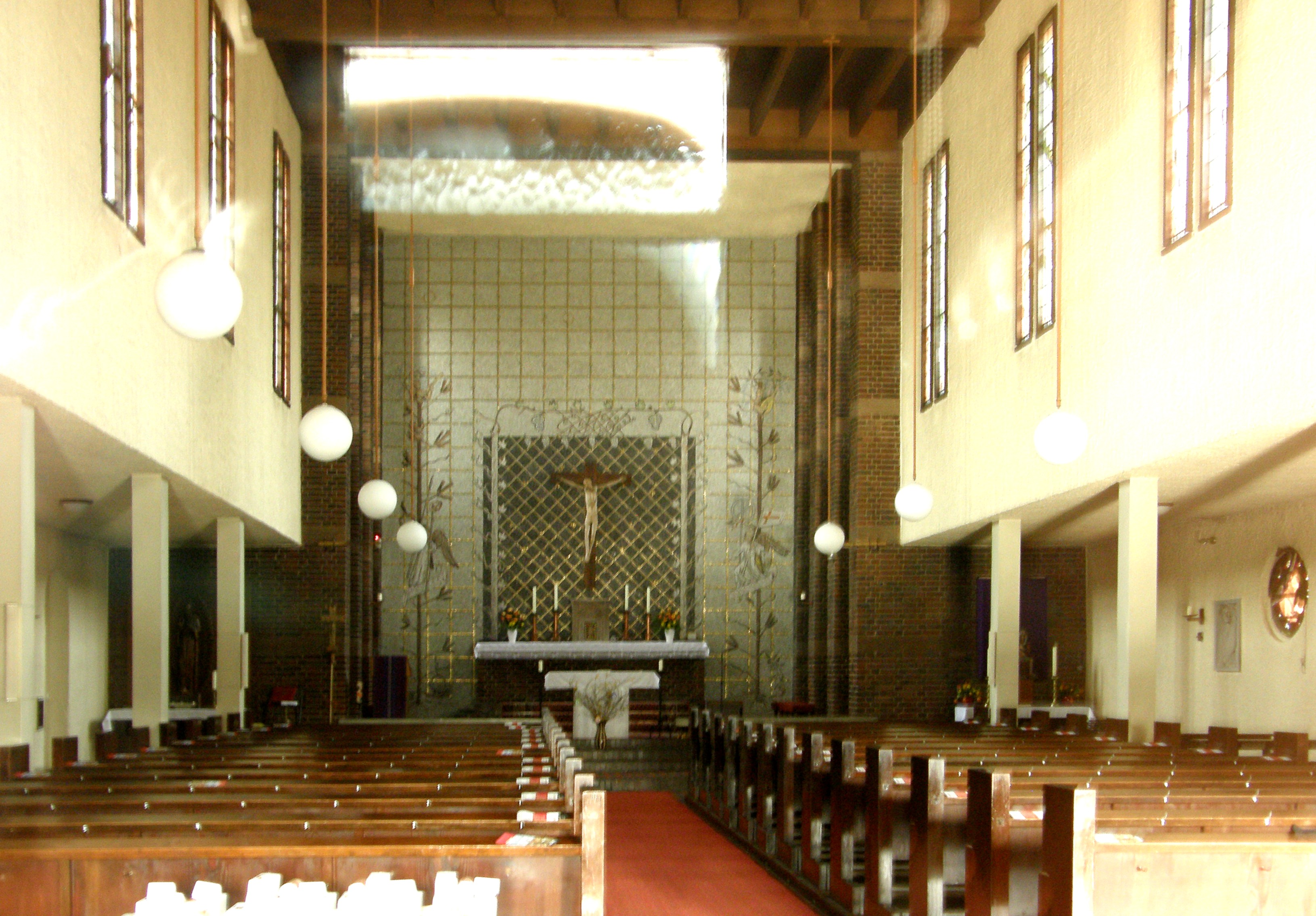
Blick in Richtung Altar

Der Innenraum ist dreischiffig gestaltet und mit einer flachen, mehrfeldrigen Holzbalkendecke ausgestattet. Hervorzuheben sind die Glasfenster der Taufkapelle mit Motiven zum Kirchenpatron, dem Heiligen Martin, die 1930 von Odo Tattenpach gestaltet wurden.
Der Altarraum, mit Klinkern verblendet, wird von einem großen Mosaik beherrscht, das von dem Künstler Charles Crodel stammt und neben einem mittelalterlichen hölzernen Kruzifix jugendstilartig Szenen der Auferstehung darstellt. Diese Altargestaltung entstand nach dem Zweiten Weltkrieg. Ursprünglich befand sich an der Altarwand ein raumhohes Kreuz aus Ziegelsteinen mit einer vier Meter hohen, aus einem Eichenholzstamm geschnitzten Christusfigur des Bildhauers Hans Perathoner. Bei seiner Enthüllung löste es wegen seiner expressionistischen Formensprache eine Kontroverse aus. Gegen den Widerstand des Gemeindepfarrers Alois Schölzel ordnete der Berliner Bischof Schreiber an, es zu entfernen. Es wurde eingelagert und hängt nach einer Zwischenstation in der evangelischen Hoffnungskirche (Berlin-Pankow) seit 2000 in der Kirche von der Verklärung des Herrn in Berlin-Marzahn.
Die Glasmalereien in den Turmfenstern – ein Zyklus musizierender Engel – wurden nach einem Entwurf von Crodel durch die Werkstätten Puhl & Wagner in Berlin ausgeführt und zusammen mit der ebenfalls von Crodel entworfenen Emaillearbeit der Tabernakeltür am 15. Dezember 1946 eingeweiht.
Die niedrigen Seitenschiffe beinhalten Sandsteinreliefs, die 14 Stationen des Kreuzwegs zeigen und in den Jahren 1929/1930 gestaltet wurden. Die Fenster der Seitenschiffe sind rund wie Augen.
Die Kirche verfügt über eine elektronische Orgel.
2011 konnte ein dreistimmiges Geläut angeschafft werden, das von der Kunstgießerei Lauchhammer gegossen wurde.

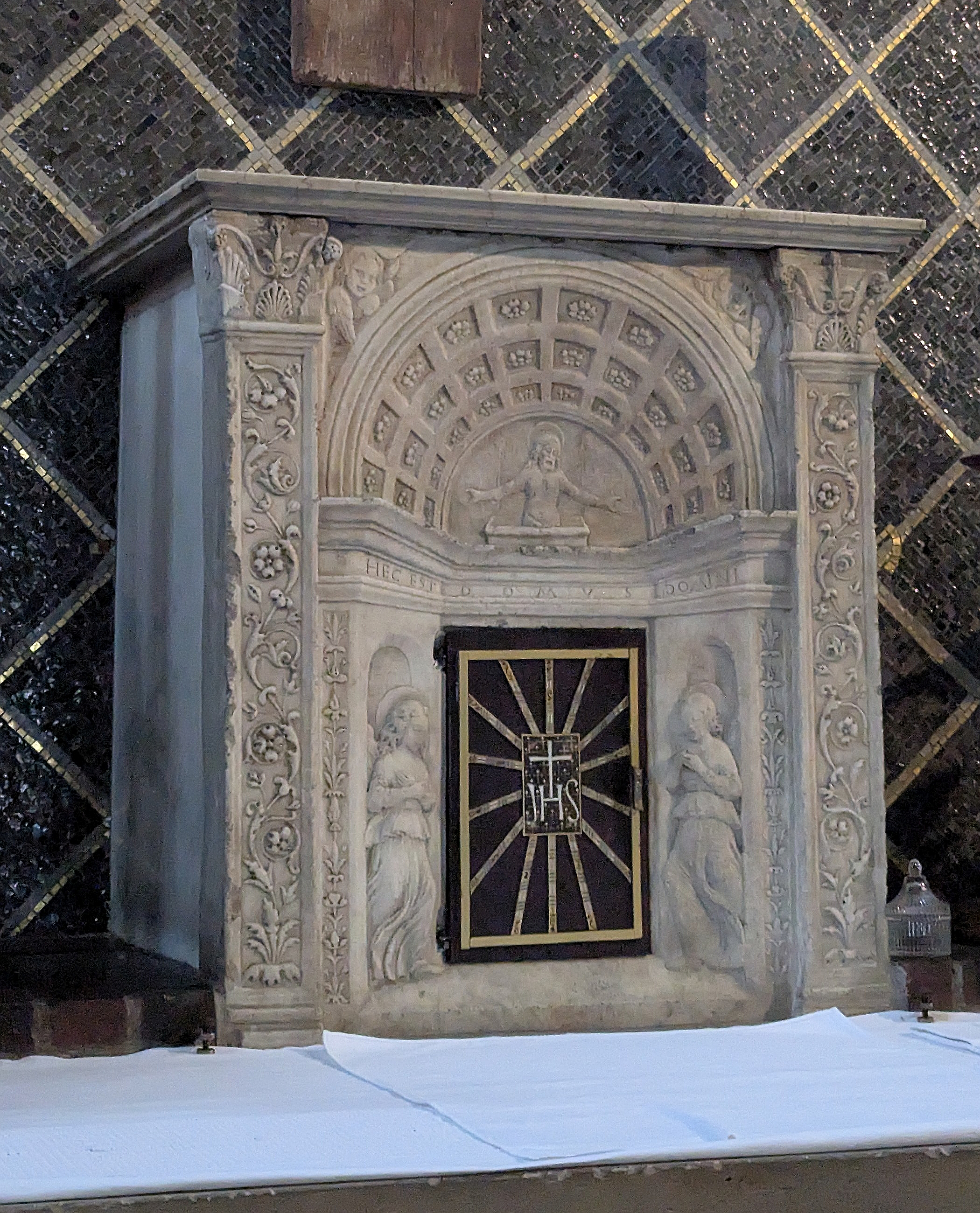
Marmornes Tabernakel

Zahlreiche Kunstwerke des Mittelalters, die meist aus Schenkungen anderer Kirchengemeinden stammen, fanden im Kircheninneren Platz und bilden zum schlichten Bau einen eindrucksvollen Kontrast:
- ein marmornes Tabernakel von Domenico Rosselli aus dem 15. Jahrhundert, aus Oberitalien,
- ein Schnitzaltar vom Ende des 15. Jahrhunderts,
- ein Wandschränkchen mit Pietà,
- ein kleines Kruzifix aus dem 17. Jahrhundert,
- ein Wachsrelief Heiliger Josef mit Jesuskind
- eine Schnitzgruppe Heiliger Martin mit Bettler.

Zu den sonstigen kirchlichen Schätzen zählen noch ein Leuchterpaar aus Messing aus dem 16. Jahrhundert, drei gleiche Altarleuchter und zahlreiche weitere Tafelbilder und Holzbildnisse.

## Gemeindeleben

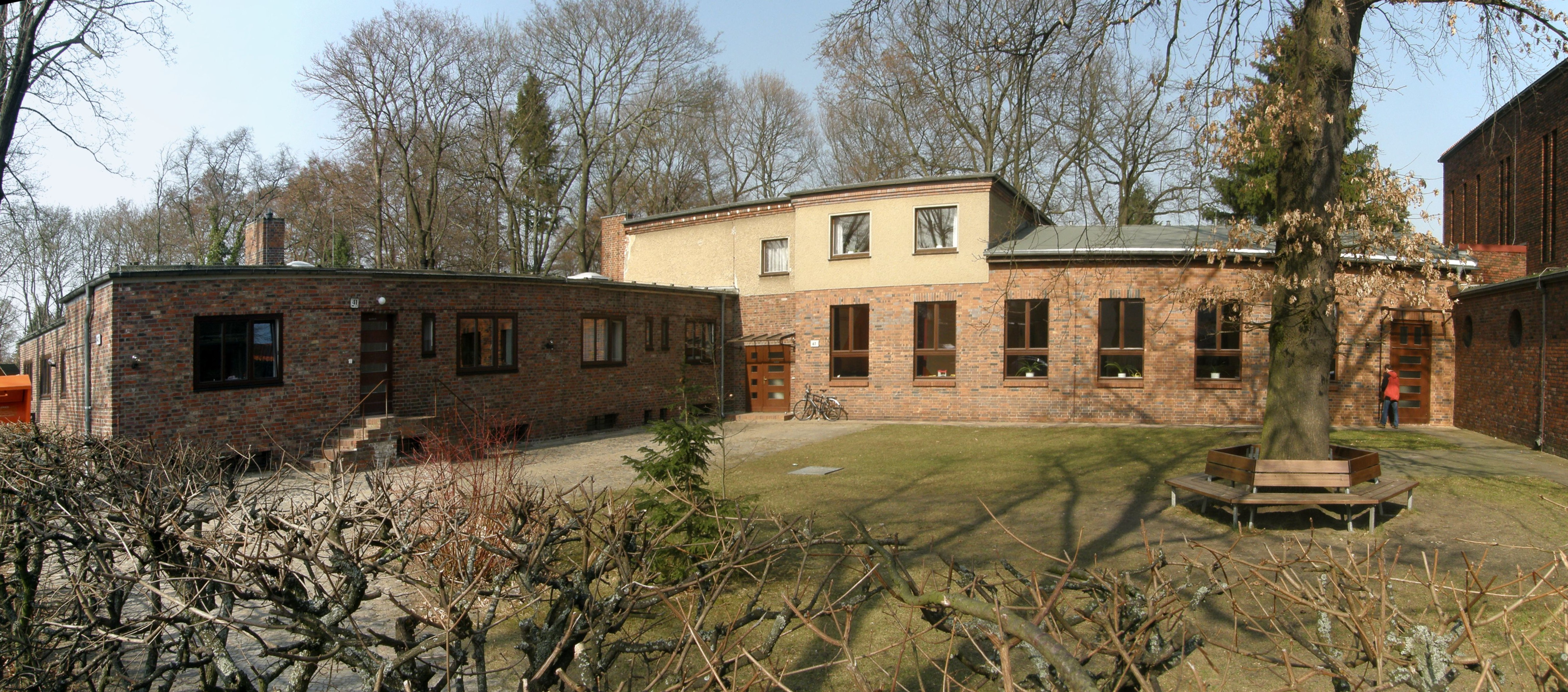
Katholischer Kindergarten westlich neben der Kirche

Die Gemeinde hat rund 4.600 Gemeindemitglieder. Es gibt Kinder-, Jugend-, Familien- und Seniorenkreise. Eine Pfarrbibliothek steht Interessenten offen. Mit der 1949 in Taizé in Frankreich gegründeten „Communauté de Taizé“ bestehen freundschaftliche Verbindungen. Direkt neben dem Kirchenensemble befindet sich ein katholischer Kindergarten. St. Martin in Kaulsdorf gehört heute zur Großpfarrei St. Hildegard von Bingen Marzahn-Hellersdorf im Erzbistum Berlin mit den Gemeinden Maria, Königin des Friedens, Biesdorf, Zum Guten Hirten, Friedrichsfelde/Karlshorst, St. Martin, Kaulsdorf und Von der Verklärung des Herrn, Marzahn.

## Drehort
Der Innenraum diente als Drehort einer Szene der 2018 ausgestrahlten Fernsehserie Babylon Berlin, die im Berlin des Jahres 1929 spielt.